# Pike River (Murray River)
Der Pike River ist ein Fluss im Osten des australischen Bundesstaates South Australia.
Der wasserreiche, aber kurze Nebenfluss des Murray River entspringt im Riverland, einer Auenlandschaft des Murray, bei Paringa in der Pike Lagoon und fließt zunächst nach Süden und dann in einem Bogen nach Westen. Nach rund 35 Kilometer Fließstrecke mündet er oberhalb von Lyrup von links in den Murray.